# Sanok
Sanok (Oekraïens: Сянок; Latijn: Sanocum; Jiddisch: Sonik) is een stad in het Poolse woiwodschap Subkarpaten, gelegen in de powiat Sanocki. De oppervlakte bedraagt 38,15 km², het inwonertal 39.663 (2005). De stad is beroemd om het grootste Poolse openluchtmuseum. Hier is de traditionele bouw van het zuidoostelijke deel van Polen te zien. In het oude kasteel van de stad is de grootste collectie van iconen in Polen.

## Verkeer en vervoer
- Station Sanok
- Station Sanok Miasto

## Sport
- Schaatsbaan Tor Błonie

## Geboren in Sanok
- Zygmunt Gorazdowski (1 november 1845 - 1 januari 1920), Pools priester en heilige
- Katarzyna Wójcicka (1 januari 1980), Pools langebaanschaatsster
- Maciej Biega (7 februari 1989), Pools langebaanschaatser
- Piotr Michalski (27 juli 1994), Pools langebaanschaatser
- Zdzisław Beksiński (24 februari 1929), Pools kunstschilder, fotograaf en beeldhouwer

## Afbeeldingen

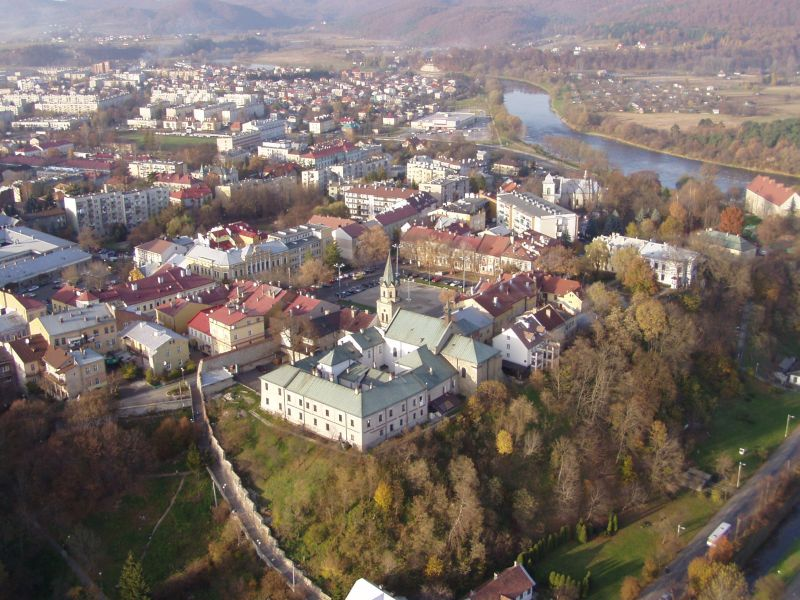
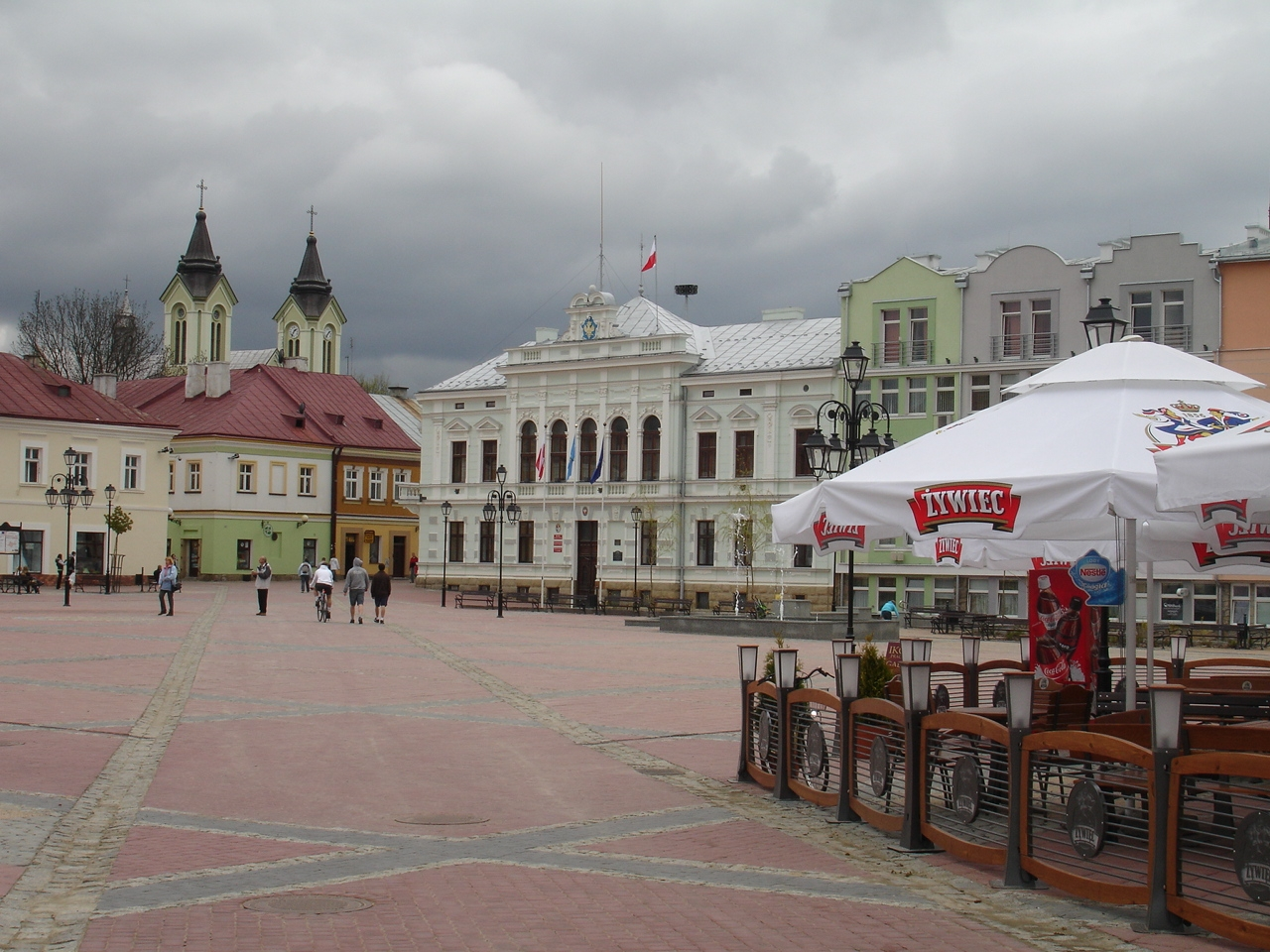
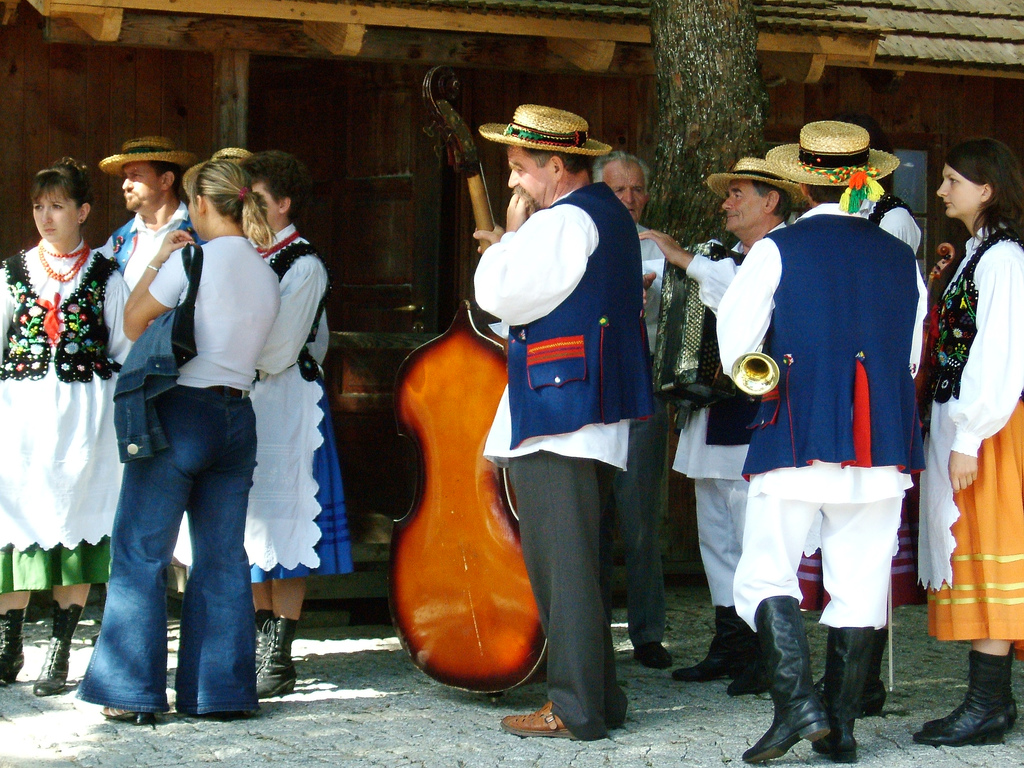
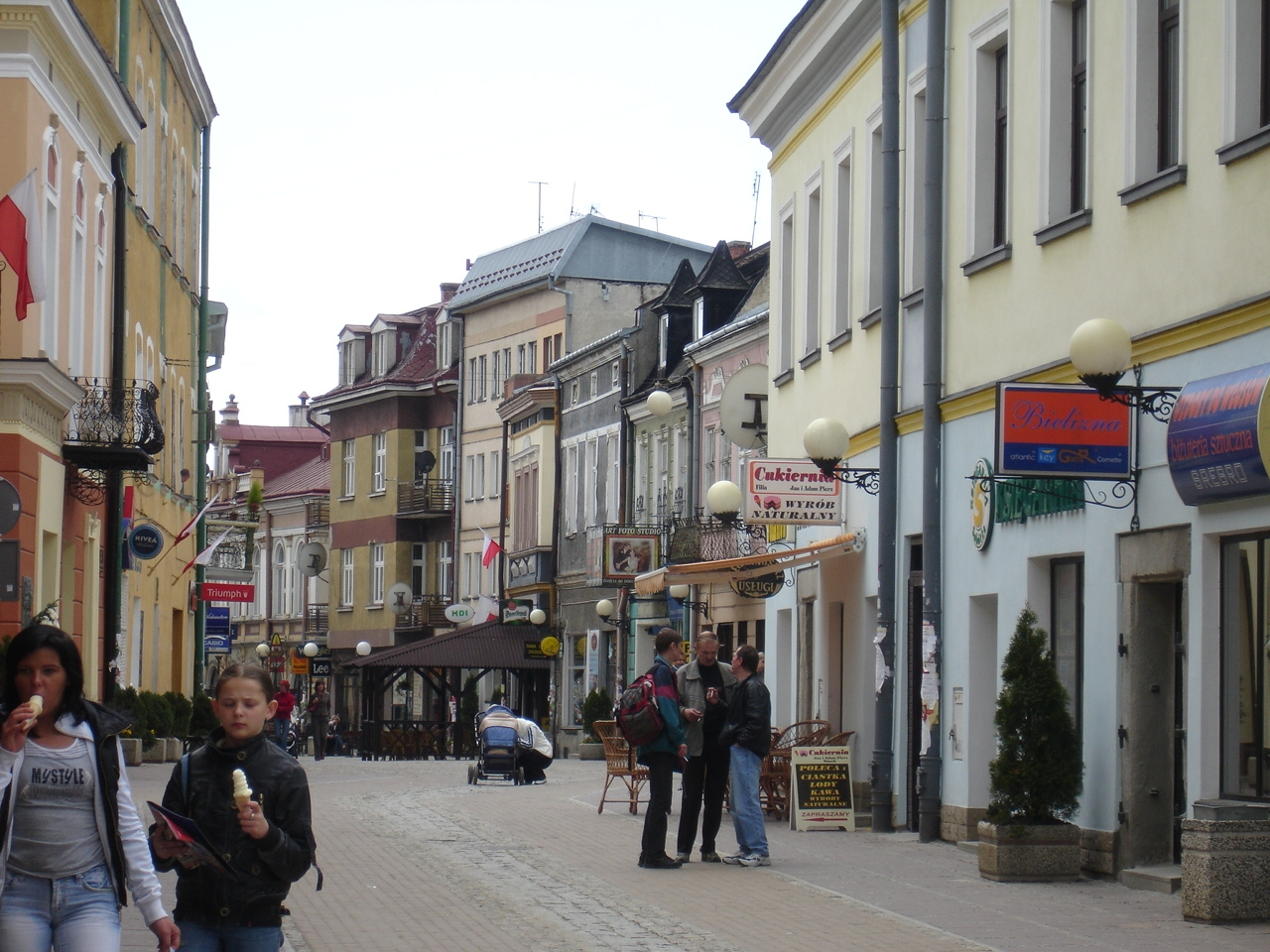
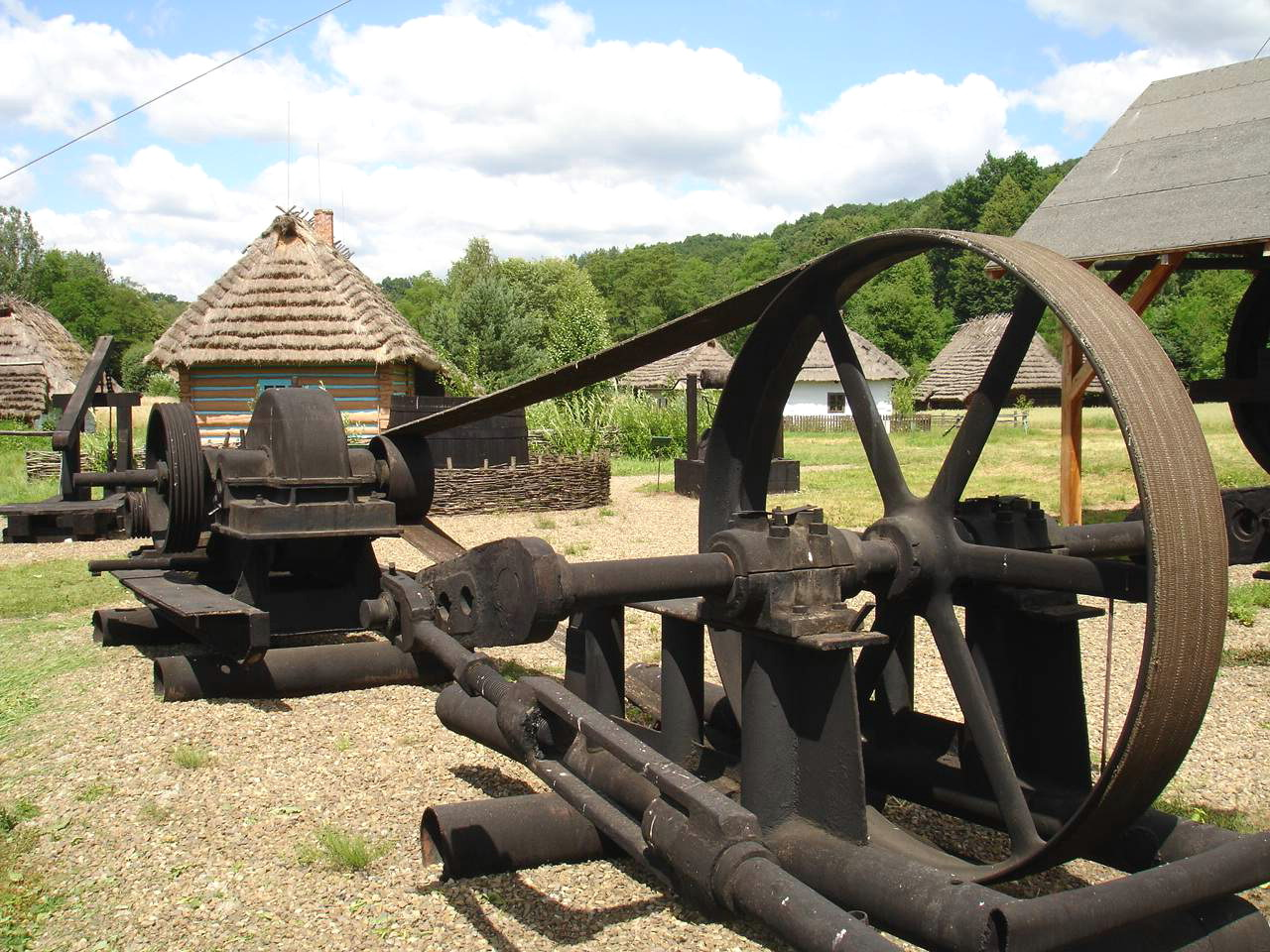
Skansen
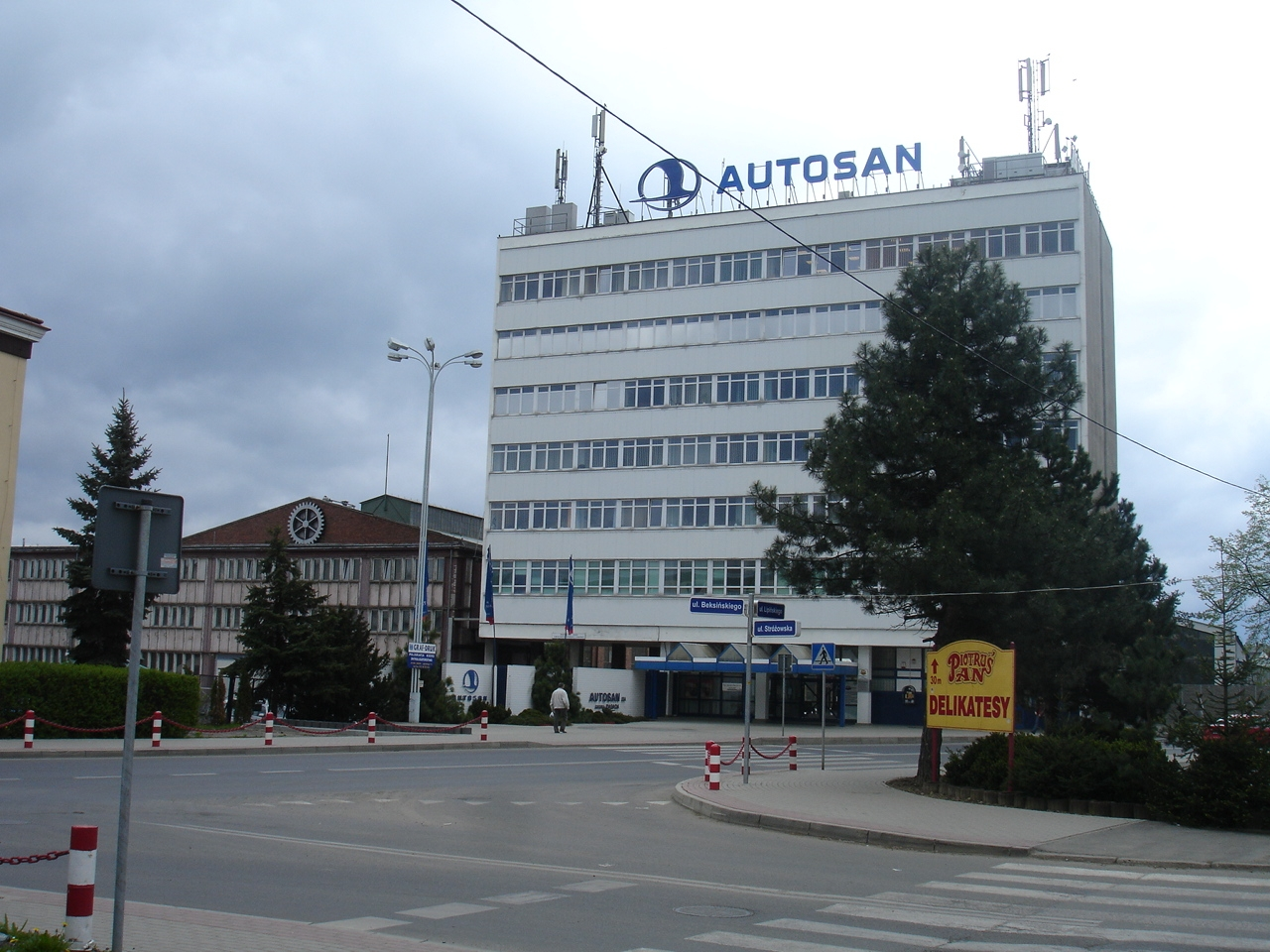
Autosan
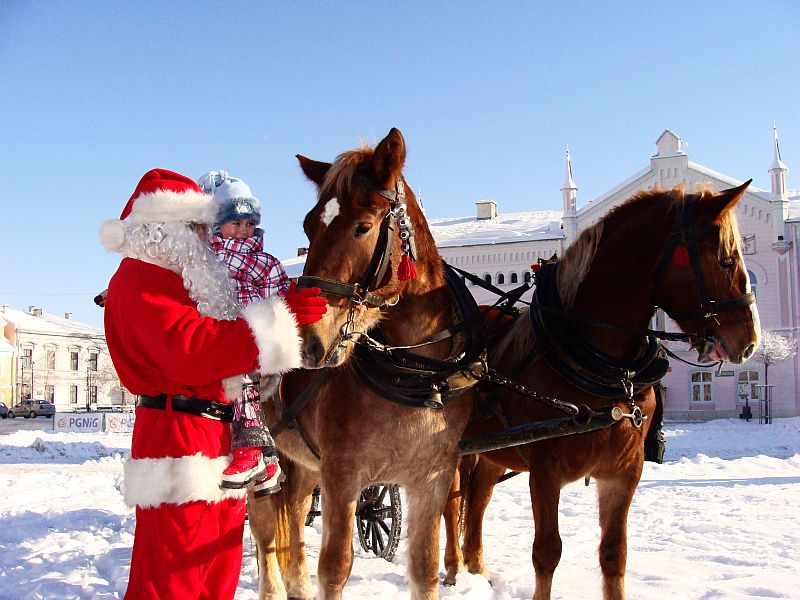
Witte kerst in Sanok in 2010
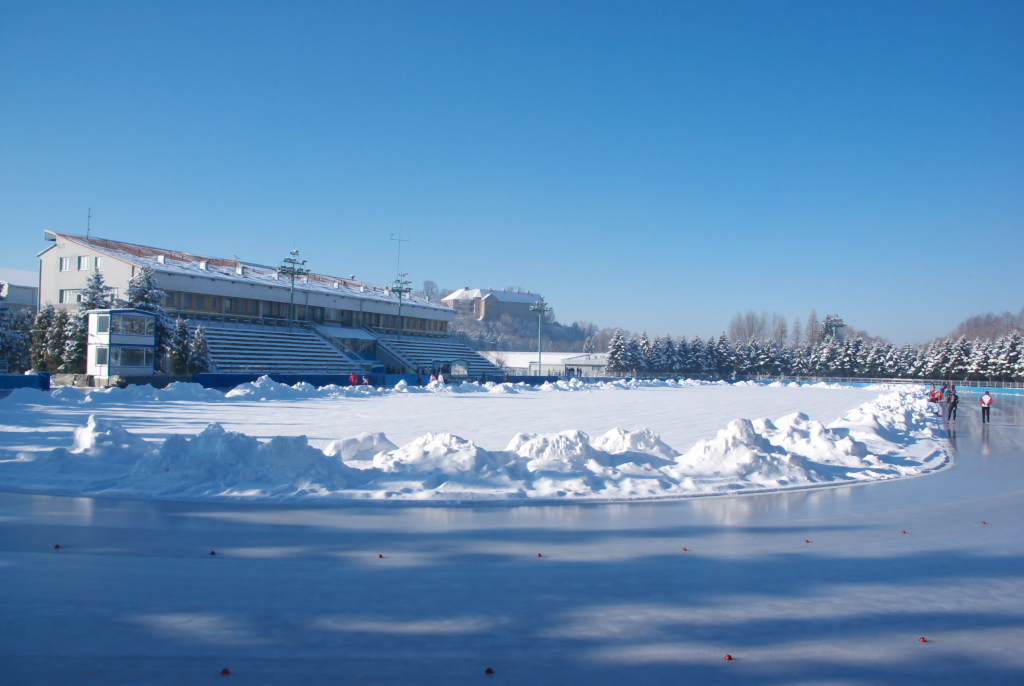
Schaatsbaan Tor Błonie

Stadsdistricten:
Rzeszów · Tarnobrzeg · Przemyśl · Krosno

Districten:
Bieszczady · Brzozów · Dębica · Jarosław · Jasło · Kolbuszowa · Krosno · Łańcut · Lesko · Leżajsk · Lubaczów ·  Mielec · Nisko · Przemyśl · Przeworsk · Ropczyce-Sędziszów · Rzeszów · Sanok · Stalowa Wola · Strzyżów · Tarnobrzeg

Grootste steden:
Dębica · Jarosław · Jasło · Krosno · Mielec · Przemyśl · Rzeszów · Sanok · Stalowa Wola · Tarnobrzeg